# Ère Eishō (Heian)
Pour les articles homonymes, voir Ère Eishō.
L'ère Eishō (en japonais: 永承)  est une des ères du Japon (年号, nengō, littéralement « le nom de l'année ») suivant l'ère Kantoku et précédant l'ère Tengi s'étendant du mois d'avril 1046 au mois de janvier 1053. L'empereur régnant est Go-Reizei-tennō (後冷泉天皇).

## Changement de l'ère
- 1046 Eishō gannen (永承元年?) : Le nom de la nouvelle ère est créé pour marquer un événement ou une série d'événements. L'ère précédente se termine là où commence la nouvelle, en Kantoku 3, le 14e jour du 4e mois de 1046[1].

## Événements de l'ère Eishō
- Eishō gannen (永承元年) ou Eishō 1 (1046) :
- 1046 (Eishō 1) : Minamoto no Yorinobu écrit à propos de l'esprit de l'empereur Ojin et le prie comme une manifestation du sanctuaire de Iwashimizu Hachiman-gū et comme un des ancêtres de Yorinobu[2].
- 1048 (Eishō 3) : Yorinobu meurt à l'âge de  81 ans[3].
- 1051 (Eishō 6) : Dans la province de Mutsu, Abe no Sadato et son frère Munetō incitent à une rébellion qui devient connue sous le nom de « guerre de neuf ans » (1051–1062) parce que, même si la période conflictuelle dure onze ans, les véritables combats ne durent que neuf ans. En retour, Minamoto no Yoriyoshi est désigné gouverneur de Mutsu et nommé chinjufu-shōgun. Ces titres et ce pouvoir lui sont donnés pour qu'il puisse restaurer la paix au nord. Yoriyoshi est le premier à recevoir ce titre shogunal spécifique bien que son grand-père, (Minamoto no Tsunemoto) a été seitō fuku-shōgun (commandant en second pour la pacification de l'est)[4].

La onzième reconstruction du sanctuaire Kasuga-taisha à Nara se termine durant cette ère.